# Mimi Jakobsen
Mimi Vibeke Jakobsen, född 19 november 1948 i Köpenhamn, är en dansk politiker och före detta partiledare och minister. Hon representerade det nu nedlagda Centrum-Demokraterne.

## Biografi
Mimi Vibeke Jakobsen föddes i Köpenhamn och är dotter till ministern Erhard Villiam Jakobsen och porslinsmålaren Kate Tove Larsson. Hon tillbragte sin uppväxt på Amager och senare i Gladsaxe. Hon växte bokstavligen upp med politiken, då hennes far till en början var socialdemokratisk folketingsledamot och borgmästare i Gladsaxe, senare grundare av partiet Centrum-Demokraterne. Mimi Jakobsen hade dock till en början inte som ett mål att bli politiker och efter studenten från Gladsaxe Gymnasium 1967 studerade hon fonetik och tyska vid Köpenhamns Universitet. Hon arbetade även en tid som undervisningsassistent vid universitetets institut för fonetik och germansk filologi 1975-78 vid sidan om sina studier.
Jakobsen är gift med officeren Mogens Lund Jensen. Hon har varit gift två gånger tidigare. Först med stadsbibliotekarien Svend Horneman Stilling 6 juni 1981. Äktenskapet upplöstes och hon gifte sig med journalisten Bengt Burg, men inte heller detta äktenskap höll då skilsmässan ägde rum år 2000. Mimi Jakobsen har två barn, Christian (född 1982) och Rasmus (född 1989).
Mimi Jakobsen gick med i det av fadern bildade Centrum-Demokraterne 1973 och gick med på att ställa upp som kandidat i de annalkande kommunal- och folketingsvalen, som avhölls samma år. Hon blev invald som ledamot av kommunfullmäktige i Gladsaxe kommun 1974. Hon blev därmed tvungen att hoppa av från sina studier för att kunna åtaga sig sitt nya uppdrag. Tre år senare, 1977, blev hon invald till Folketinget. Sitt mandat i Gladsaxe kommunfullmäktige behöll hon till 1982. Utöver sina partipolitiska uppdrag var Jakobsen även ordförande för Komitéen for Aktiv Skolepolitik, som motsatte sig Socialdemokraternes och Radikale Venstres skolpolitik. Hon var från 1976 också ledamot i föreningen Aktive Lyttere og Seeres lokalavdelning i Gladsaxe.
1982 blev Jakobsen tillfrågad om att bli kulturminister i den nybildade borgerliga koalitionsregeringen under ledning av Poul Schlüter. Hon tackade till en början nej, men övertalades av sin far att acceptera erbjudandet. 1986-1988 var hon socialminister. Efter folketingsvalet 1988 var inte Centrum-Demokraterne längre en del av regeringen och Jakobsen tog jobbet som administrerande direktör för Landsforeningen til Bekæmpelse af dissemineret Sclerose. Från 1989 var hon även partiledare för Centrum-Demokraterne och hon fortsatte att vara folketingskandidat. Hon lämnade sitt arbete 1991 och ägnade sig därefter åt sina politiska uppdrag på heltid. När Poul Nyrup Rasmussen bildade en socialdemokratiskt ledd koalitionsregering bestående av Socialdemokraterne, Radikale Venstre, Centrum-Demokraterne och Kristeligt Folkeparti utsågs Jakobsen till vice statsminister och samordningsminister. Efter en omdaning av regeringen efter folketingsvalet 1994, då Kristeligt Folkeparti lämnade regeringen, tillträdde Jakobsen uppdraget som näringsminister. 1996 lämnade Centrum-Demokraterne och Jakobsen regeringen. Hon fortsatte dock som partiledare till 2005, då hon efterträddes av Bjarne Møgelhøj. I december 2006 gick Mimi Jakobsen med i Socialdemokraterne som en reaktion på att Centrum-Demokraterne hade bett Naser Khader från Radikale Venstre att bli partiets ordförande. Hon hade då avslutat ett partimedlemskap som hade varat i över 30 år. Hon motiverade sitt val av parti med att hon anser att man som medborgare i ett demokratiskt land borde gå med i ett parti, och att Socialdemokraterne var ett "naturligt" val eftersom hon hade börjat som medlem där innan hon gick med i Centrum-Demokraterne.
I augusti 2000 efterträdde Mimi Jakobsen Laue Traberg Smidt som generalsekreterare för Rädda Barnens avdelning i Danmark.

## Övrigt
Mimi Jakobsen är författare till boken Politik i virkeligheden, som utkom 1993. Hon utsågs 1984 till kommendör av Dannebrogsorden, och 1997 utsågs hon till kommendör av 1:a graden.